# Luca Dirisio

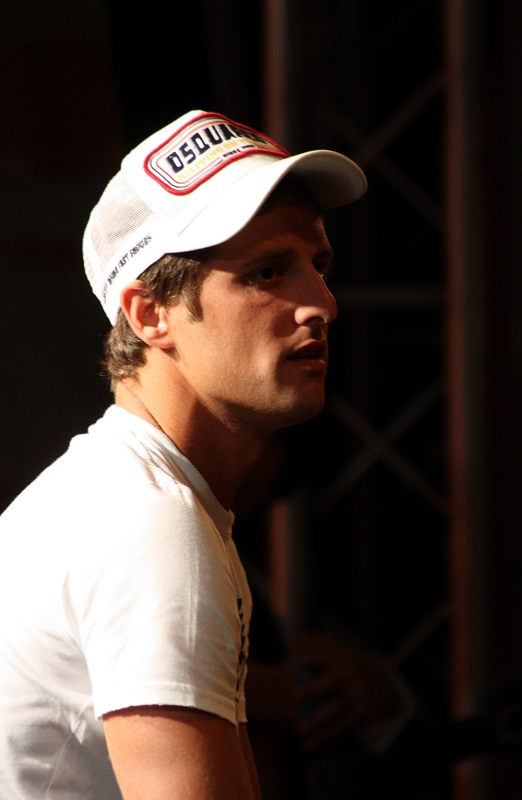
Luca Dirisio (2008)

Luca Dirisio (* 18. Juni 1978 in Vasto) ist ein italienischer Popmusiker.

## Karriere
Mit seinem ersten Erfolgshit Calma e sangue freddo gewann er den Preis Entdeckung des Jahres beim Wettbewerb Festivalbar. Bald darauf veröffentlichte er das Album Luca Dirisio. Neben Calma e sangue freddo befanden sich auch andere erfolgreiche Songs wie Il mio amico vende il tè, Usami und Per sempre auf dem Album. 2006 nahm er am 56. Sanremo-Festival mit seinem Song Sparirò teil. Daraufhin kam sein zweites Album La vita è strana auf den Markt. Außerdem sang er für den Soundtrack von High School Musical mit Se provi a volare die italienische Version des Liedes Breaking Free ein.
Zwei Jahre später erschien das dritte Album 300 all’ora, dessen Singles allerdings die Charts verfehlten. Damit lief auch Dirisios Vertrag bei Sony BMG aus. 2010 veröffentlichte er beim unabhängigen Label Ultrasuoni in Zusammenarbeit mit dem schwedischen Produzenten Martin Terefe die zwei Singles Nell’assenzio und La pazienza. Diese waren auf dem 2011 erschienenen Album Compis enthalten, das jedoch nicht an den Erfolg der Vorgänger anschließen konnte. Ebenfalls in diesem Jahr nahm der Sänger an der Reality-Show L’isola dei famosi (italienische Version von Survivor) teil.
Nach weiteren Singles 2012 meldete sich Dirisio erst 2016 mit der Single Come neve wieder zurück.

## Diskografie

### Alben
| Jahr | Titel Musiklabel          | Höchstplatzierung, Gesamtwochen, AuszeichnungChartplatzierungen (Jahr, Titel, Musiklabel, Platzierungen, Wochen, Auszeichnungen, Anmerkungen) | Höchstplatzierung, Gesamtwochen, AuszeichnungChartplatzierungen (Jahr, Titel, Musiklabel, Platzierungen, Wochen, Auszeichnungen, Anmerkungen) | Höchstplatzierung, Gesamtwochen, AuszeichnungChartplatzierungen (Jahr, Titel, Musiklabel, Platzierungen, Wochen, Auszeichnungen, Anmerkungen) | Anmerkungen |
| Jahr | Titel Musiklabel          | IT | AT | CH | Anmerkungen |
| ---- | ------------------------- | --- | --- | --- | ----------- |
| 2004 | Luca Dirisio Sony BMG     | IT30 (35 Wo.)IT | AT36 (4 Wo.)AT | CH30 (9 Wo.)CH |             |
| 2006 | La vita è strana Sony BMG | IT25 (18 Wo.)IT | — | — |             |
| 2008 | 300 all’ora Sony BMG      | IT29 (5 Wo.)IT | — | — |             |

Weitere Alben
- 2011: Compis

### Singles
| Jahr | Titel Album                              | Höchstplatzierung, Gesamtwochen, AuszeichnungChartplatzierungen (Jahr, Titel, Album, Platzierungen, Wochen, Auszeichnungen, Anmerkungen) | Höchstplatzierung, Gesamtwochen, AuszeichnungChartplatzierungen (Jahr, Titel, Album, Platzierungen, Wochen, Auszeichnungen, Anmerkungen) | Höchstplatzierung, Gesamtwochen, AuszeichnungChartplatzierungen (Jahr, Titel, Album, Platzierungen, Wochen, Auszeichnungen, Anmerkungen) | Anmerkungen |
| Jahr | Titel Album                              | IT | AT | CH | Anmerkungen |
| ---- | ---------------------------------------- | --- | --- | --- | ----------- |
| 2004 | Calma e sangue freddo Luca Dirisio       | IT1 Gold (2024) · (30 Wo.)IT | AT20 (14 Wo.)AT | CH17 (14 Wo.)CH |             |
| 2006 | Sparirò La vita è strana                 | IT9 (14 Wo.)IT | — | — |             |
| 2006 | La ricetta del campione La vita è strana | IT39 (1 Wo.)IT | — | — |             |
| 2010 | Nell’assenzio Compis                     | IT35 (11 Wo.)IT | — | — |             |
| 2010 | La pazienza Compis                       | IT76 (3 Wo.)IT | — | — |             |

Weitere Singles
- 2004: Il mio amico vende il tè
- 2005: Usami
- 2005: Per sempre
- 2006: Se provi a volare
- 2007: L’isola degli sfigati
- 2008: Magica
- 2008: Fragole, ciliegie e miele
- 2011: La musica è in coma
- 2012: Dentro un’altra estate
- 2012: Non esistono
- 2016: Come neve

## Belege
1. ↑  Luca Dirisio nella colonna sonora di ‘High school musical’ della Disney. In: Rockol.it. 28. September 2006, abgerufen am 10. September 2016 (italienisch).
2. ↑  Giulio Pasqui: Luca Dirisio a Blogo: “Il successo non mi interessa, io faccio il cantautore. Le major mi hanno spremuto”. In: Soundsblog.it. Blogo.it, 12. Juli 2016, abgerufen am 10. September 2016 (italienisch).
3. ↑  
Chartquellen (Alben):
  - Alben von Luca Dirisio. In: Italiancharts.com. Hung Medien, abgerufen am 10. September 2016.
  - Alben von Luca Dirisio. In: Austriancharts.com. Hung Medien, ehemals im Original (nicht mehr online verfügbar); abgerufen am 10. September 2016. (Seite nicht mehr abrufbar. Suche in Webarchiven)  Info: Der Link wurde automatisch als defekt markiert. Bitte prüfe den Link gemäß Anleitung und entferne dann diesen Hinweis.
  - Alben von Luca Dirisio. In: Hitparade.ch. Hung Medien, abgerufen am 10. September 2016.
4. ↑  
Chartquellen (Singles):
  - Guido Racca & Chartitalia: Top 100 FIMI Singoli. Lulu, 2013, S. 86 f.
  - Singles von Luca Dirisio. In: Austriancharts.com. Hung Medien, ehemals im Original (nicht mehr online verfügbar); abgerufen am 10. September 2016. (Seite nicht mehr abrufbar. Suche in Webarchiven)  Info: Der Link wurde automatisch als defekt markiert. Bitte prüfe den Link gemäß Anleitung und entferne dann diesen Hinweis.
  - Singles von Luca Dirisio. In: Hitparade.ch. Hung Medien, abgerufen am 10. September 2016.
5. ↑  Auszeichnungen für Musikverkäufe: IT

| Personendaten    | Personendaten            |
| ---------------- | ------------------------ |
| NAME             | Dirisio, Luca            |
| KURZBESCHREIBUNG | italienischer Popmusiker |
| GEBURTSDATUM     | 18. Juni 1978            |
| GEBURTSORT       | Vasto                    |